# 35 M. ismétlőpuska
A 35 M. ismétlőpuska egy magyar fejlesztésű forgó-tolózáras puska, amely a 8×56 mm R töltényt tüzeli, a FÉG gyártotta a második világháború végéig. Alapvetően új tervezés, amely bizonyos mértékben hasonlít a 31 M. ismétlőpuskára (karabély). A formája a régebbi változatokat tükrözi, de egy könnyen felismerhető tulajdonsága az előrébb helyezett kakas. A magyar csapatok a világháború után fokozatosan kivonták a Vörös Hadsereg hadieszközeinek bevezetésével (a Moszin–Nagant-ra épülő ismétlőkarabélyt helyileg is gyártották). Módosított, a Harmadik Birodalomnak gyártott, a 7,92×57 mm Mauser töltényre átcsövezett változatát (Gewehr 98/40) 43 M. ismétlőpuska néven a Magyar Királyi Honvédség is rendszeresítette.